# アジア・ダイナミック・コミュニケーションズ
アジア・ダイナミック・コミュニケーションズ株式会社(Asia Dynamic Communications Co. Ltd. タイ語名称: บริษัท เอเชีย ไดนามิค คอมมูนิเคชั่นส์ จำกัด )は、内田クレペリン検査海外販売店統括および、タイ王国を中心としたアジア進出コンサルティングサービスを提供する日本のサービス業企業である。

## 沿革
- 2001年、現代表取締役の佐藤大輔が、タイ王国の新たな外貨獲得手段として、外国人をタイに居住させ高度な通信技術を用いて外国へネイティブ言語サービスを提供するインターナショナル・コールセンターの事業規制開放をタイ政府へ提唱[注釈 1]。
- 2002年9月16日、タイ投資委員会（BOI: Board of Investment）本部第一会議室において、インターナショナル・コールセンター事業奨励可能性検討のための公聴会開催。
- 2002年10月30日、投資委員会本会議でインターナショナル・コールセンターを新規奨励業種に加えることを決定[注釈 2]。同年11月11日告示。
- 2003年3月18日、BOIが佐藤大輔個人に対し、タイ初となるインターナショナル・コールセンター投資奨励恩典を授与。同年8月6日、バンコク都バーンラック区内にAsia Dynamic Communications Co., Ltd.（タイ国法人）を日本資本100%で設立。
- 2005年2月、BOIは奨励事業範囲を広げるため、奨励業種名をインターナショナル・コールセンターからビジネス・プロセス・アウトソーシング (BPO: Business Process Outsoursing)に変更[注釈 3]。
- 2005年3月1日、バンコク都サートン区に移転。日本向けBPOサービスを開始。
- 2006年、内田クレペリン検査をバンコク・スカイトレインへ導入。
- 2007年8月10日、業容拡大のため東京都港区のマスターピース・グループ株式会社がAsia Dynamic Communications Co., Ltd.へ資本参加、同年10月19日、マスターピース・グループ（タイランド）株式会社(บริษัท มาสเตอร์พีซ กรุ๊ป (ประเทศไทย) จำกัด)に社名変更。
- 2007年11月15日、バンコク都バーンラック区に移転。マスターピース・グループの日本向け日本語コールセンター開設。
- 2012年4月27日、更に日本タイ経済連携を深める目的で、佐藤大輔およびマスターピース・グループ株式会社の共同出資により、東京都港区に、タイ進出コンサルティングサービスを提供するアジア・ダイナミック・コミュニケーションズ株式会社（日本国法人）を設立。
- 2014年4月、ベトナムにおいて『内田クレペリン検査』販売開始 (統括販売2か国目)
- 2015年2月1日、マスターピース・グループ株式会社との資本提携解消。佐藤大輔がマスターピース・グループ（タイランド）株式会社顧問に就任。
- 2015年9月、ミャンマーにおいて『内田クレペリン検査』販売開始 (統括販売3か国目)
- 2016年4月、SIBA（公益社団法人 静岡国際経済振興会）海外展開サポートデスク（タイ）登録
- 2016年9月、カンボジア王国において『内田クレペリン検査』販売開始 (統括販売4か国目)
- 2016年11月、インドネシアにおいて『内田クレペリン検査』販売開始 (統括販売5か国目)
- 2017年5月、香港において『内田クレペリン検査』販売開始 (統括販売6か国目)
- 2017年6月、ラオスにおいて『内田クレペリン検査』販売開始 (統括販売7か国目)
- 2018年4月、マレーシアにおいて『内田クレペリン検査』販売開始 (統括販売8か国目)
- 2018年4月、台湾において『内田クレペリン検査』販売開始 (統括販売9か国目)
- 2018年5月、大韓民国において『内田クレペリン検査』オンライン判定販売開始 (統括販売10か国目)
- 2018年5月、フィリピンにおいて『内田クレペリン検査』販売開始 (統括販売11か国目)
- 2018年、『内田クレペリン検査』をバンコク・メトロ、エアポート・レール・リンクへ導入。
- 2018年11月、中華人民共和国において『内田クレペリン検査』販売開始 (統括販売12か国目)
- 2018年12月、インドにおいて『内田クレペリン検査』販売開始 (統括販売13か国目)
- 2019年8月、シンガポールにおいて『内田クレペリン検査』販売開始 (統括販売14か国目)
- 2020年5月、タイ東北部ウボンラーチャターニー県初となる工業団地を開発中のUBONRATCHATANI INDUSTRY COMPANY LIMITEDに資本参加
- 2021年、『内田クレペリン検査』をタイ王国初の高速鉄道である東部3空港連接高速鉄道へ導入。